# Lloyd A. Simandl
Lloyd A. Simandl est un cinéaste polonais né en 1948. Il est le réalisateur principal des films érotiques lesbiens distribués en format VOD ou DVD par le label tchèque www.boundheat.com .

## Filmographie

### Réalisateur
- 1979 : Autumn Born
- 1986 : Ladies of the Lotus
- 1987 : Possession
- 1988 : Empire of Ash
- 1989 : Empire of Ash III
- 1992 : Silhouette de la mort
- 1993 : Chained Heat : enchaînées
- 1994 : Heaven's Tears
- 1995 : Une proie dangereuse (Dangerous Prey)
- 1998 : Escape Velocity
- 1998 : Dark Confessions
- 1999 : Lethal Target
- 2000 : Rage of the Innocents
- 2000 : Last Stand
- 2000 : Fatal Conflict
- 2000 : Crackerjack 3
- 2001 : Chained Rage: Slave to Love
- 2001 : Dakota Bound
- 2002 : Ariana's Quest (TV)
- 2002 : Killer Love
- 2002 : Starfire Mutiny
- 2002 : Cries of Innocence
- 2003 : Deadly Engagement
- 2003 : The Final Victim
- 2003 : Sins of the Realm
- 2003 : Lash of the Scorpion
- 2003 : Bound Cargo
- 2003 : Girl Camp 2004: Lesbian Fleshpots
- 2003 : Chained Fury: Lesbian Slave Desires
- 2004 : Ripper 2: Letter from Within
- 2005 : School of Surrender
- 2005 : Run with Fear
- 2006 : Twisted Love
- 2006 : Demon's Claw
- 2006 : Bound Tears
- 2007 : The Slave Huntress
- 2007 : Mistress of Souls
- 2007 : On Consignment
- 2008 : Blood Countess
- 2008 : No Escap
- 2008 : Blood Countess 2: The Mayhem Begins
- 2009 : On Consignment 2
- 2009 : Caligula's Spawn
- 2009 : The Slave Huntress 2
- 2010 : Sold at Dawn

### Producteur
- 1990 : Xtro 2 Activité extra-terrestres
- 1997 : Le Vaisseau de l'enfer
- 1998 : Déviants
- 2007 : On Consignment
- 2009 : On Consignment 2
- 2010 : On Consignment 3